# 854
854 (осемстотин петдесет и четвърта) година по юлианския календар е обикновена година, започваща в понеделник. Това е 854-та година от новата ера, 854-та година от първото хилядолетие, 54-та година от 9 век, 4-та година от 6-о десетилетие на 9 век, 5-а година от 850-те години.